# Академическая гребля на летних Олимпийских играх 2016
Соревнования по академической гребле на летних Олимпийских играх 2016 прошли с 6 по 14 августа в лагуне Родригу-ди-Фрейташ. В соревнованиях приняли участие 546 спортсменов из 69 стран. Было разыграно 14 комплектов наград.

## События
Пройдёт восемь соревнований для мужчин и шесть для женщин. Соревнования включают в себя использование двух типов лодки (тяжёлых и лёгких), и два стиля гребли: распашная гребля, где спортсмены используют по одному веслу, и парная гребля, где используются пара вёсел.

## Календарь
| П | Предварительные заезды | У | Утешительные заезды | ¼ | Четвертьфиналы | ½ | Полуфиналы | Ф | Финалы |

| Дисциплина↓/Дата →        | Сб 6 | Вс 7 | Пн 8 | Вт 9 | Ср 10 | Чт 11 | Пт 12 | Сб 13 |
| ------------------------- | ---- | ---- | ---- | ---- | ----- | ----- | ----- | ----- |
| Одиночки                  | П    | У    |      | ¼    |       | ½     |       | Ф     |
| Двойки                    | П    | У    |      | ½    |       | Ф     |       |       |
| Двойки парные             | П    | У    |      | ½    |       | Ф     |       |       |
| Двойки парные, лёгкий вес |      | П    | У    |      | ½     |       | Ф     |       |
| Четвёрки                  |      | П    | У    |      | ½     |       | Ф     |       |
| Четвёрки парные           | П    |      | У    |      | Ф     |       |       |       |
| Четвёрки, лёгкий вес      | П    | У    |      | ½    |       | Ф     |       |       |
| Восьмёрки                 |      |      | П    |      | У     |       |       | Ф     |

| Дисциплина↓/Дата →        | Сб 6 | Вс 7 | Пн 8 | Вт 9 | Ср 10 | Чт 11 | Пт 12 | Сб 13 |
| ------------------------- | ---- | ---- | ---- | ---- | ----- | ----- | ----- | ----- |
| Одиночки                  | П    | У    |      | ¼    |       | ½     |       | Ф     |
| Двойки                    |      | П    | У    |      | ½     |       | Ф     |       |
| Двойки парные             | П    | У    |      | ½    |       | Ф     |       |       |
| Двойки парные, лёгкий вес |      | П    | У    |      | ½     |       | Ф     |       |
| Четвёрки парные           | П    |      | У    |      | Ф     |       |       |       |
| Восьмёрки                 |      |      | П    |      | У     |       |       | Ф     |

## Медали

### Общий зачёт
(Жирным выделено самое большое количество медалей в своей категории; принимающая страна также выделена)
| Общее количество медалей |                |        |         |        |       |
| Место                    | Страна         | Золото | Серебро | Бронза | Всего |
| 1                        | Великобритания | 3      | 2       | 0      | 5     |
| 2                        | Новая Зеландия | 2      | 1       | 0      | 3     |
| 2                        | Германия       | 2      | 1       | 0      | 3     |
| 4                        | Австралия      | 1      | 2       | 0      | 3     |
| 5                        | Нидерланды     | 1      | 1       | 1      | 3     |
| 6                        | США            | 1      | 1       | 0      | 2     |
| 6                        | Хорватия       | 1      | 1       | 0      | 2     |
| 8                        | Польша         | 1      | 0       | 1      | 2     |
| 8                        | Франция        | 1      | 0       | 1      | 2     |
| 10                       | Швейцария      | 1      | 0       | 0      | 1     |
| 11                       | Дания          | 0      | 1       | 1      | 2     |
| 11                       | Литва          | 0      | 1       | 1      | 2     |
| 13                       | Ирландия       | 0      | 1       | 0      | 1     |
| 13                       | Канада         | 0      | 1       | 0      | 1     |
| 13                       | ЮАР            | 0      | 1       | 0      | 1     |
| 16                       | Италия         | 0      | 0       | 2      | 2     |
| 16                       | Китай          | 0      | 0       | 2      | 2     |
| 16                       | Норвегия       | 0      | 0       | 2      | 2     |
| 19                       | Румыния        | 0      | 0       | 1      | 1     |
| 19                       | Чехия          | 0      | 0       | 1      | 1     |
| 19                       | Эстония        | 0      | 0       | 1      | 1     |
| Всего                    | Всего          | 14     | 14      | 14     | 42    |

### Медалисты

#### Мужчины
| Дисциплина                | Золото | Серебро | Бронза |
| Одиночки                  | Махе Драйсдейл Новая Зеландия | Дамир Мартин Хорватия | Ондржей Сынек Чехия |
| Двойки                    | Новая Зеландия · Эрик Маррей · Хэмиш Бонд | ЮАР · Лоуренс Бриттэйн · Шон Килинг | Италия · Джованни Абаньяле · Марко Ди Костанцо |
| Двойки парные             | Хорватия · Мартин Синкович · Валент Синкович | Литва · Миндаугас Гришконис · Саулюс Риттер | Норвегия · Хьетиль Борш · Олаф Туфте |
| Двойки парные, лёгкий вес | Франция · Жереми Азу · Пьер Уэн | Ирландия · Гэри О’Донован · Пол О’Донован | Норвегия · Кристоффер Брун · Аре Страндли |
| Четвёрки                  | Великобритания · Алекс Грегори · Мохамед Сбихи · Джордж Нэш · Константин Лулудис                                                                          | Австралия · Уильям Локвуд · Джошуа Данкли-Смит · Джошуа Бут · Александер Хилл                                                                                                   | Италия · Доменико Монтроне · Маттео Кастальдо · Маттео Лодо · Джузеппе Вичино                                                                                         |
| Четвёрки парные           | Германия · Филипп Венде · Лауриц Шооф · Карл Шульце · Ханс Груне                                                                                          | Австралия · Карстен Форстерлинг · Александр Белоногофф · Камерон Гердлстон · Джеймс Макрей                                                                                      | Эстония · Андрей Ямся · Аллар Рая · Тыну Эндрексон · Каспар Таймсоо                                                                                                   |
| Четвёрки, лёгкий вес      | Швейцария · Лукас Трамер · Симон Шюрх · Симон Нипман · Марио Гир                                                                                          | Дания · Якоб Ларсен · Якоб Барсё · Мортен Йоргенсен · Каспер Йоргенсен | Франция · Франк Сольфорози · Тома Барух · Гийом Рено · Тибо Колар |
| Восьмёрки                 | Великобритания · Скотт Дюрант · Том Рэнсли · Эндрю Триггз-Ходж · Мэтт Готрел · Пит Рид · Пол Беннетт · Мэтт Лэнгридж · Уильям Сэтч · Филан Хилл (рулевой) | Германия · Максимилиан Мунски · Мальте Якшик · Андреас Куффнер · Эрик Йоханнесен · Максимилиан Райнельт · Феликс Драхотта · Рихард Шмидт · Ханнес Оцик · Мартин Зауэр (рулевой) | Нидерланды · Дирк Эйттенбогард · Боаз Мейлинк · Кай Хендрикс · Будевейн Рулл · Оливье Сигелаар · Тоне Витен · Мехил Верслёйс · Петер Вирсум · Роберт Люккен (рулевой) |

#### Женщины
| Дисциплина                | Золото | Серебро | Бронза |
| Одиночки                  | Ким Бреннан Австралия | Дженевра Стоун США | Дуань Цзинли Китай |
| Двойки                    | Великобритания · Хелен Гловер · Хизер Стэннинг | Новая Зеландия · Женевьев Берент · Ребекка Скоун | Дания · Хедвиг Расмуссен · Анне Андерсен |
| Двойки парные             | Польша · Магдалена Фуларчик · Наталия Мадай | Великобритания · Кэтрин Грейнджер · Виктория Торнли | Литва · Доната Виштартайте · Милда Вальчюкайте |
| Двойки парные, лёгкий вес | Нидерланды · Майке Хеад · Илсе Паулис | Канада · Линдсей Дженнерич · Патрисия Оби | Китай · Хуан Вэньи · Пань Фэйхун |
| Четвёрки парные           | Германия · Аннекатрин Тиле · Карина Бер · Юлия Лир · Лиза Шмидла                                                                                               | Нидерланды · Шанталь Ахтерберг · Николь Бёкерс · Инге Янссен · Карлин Бау                                                                                             | Польша · Мария Спрингвальд · Йоанна Лещинская · Агнешка Кобус · Моника Цячух                                                                                         |
| Восьмёрки                 | США · Эмили Реган · Керри Симмондс · Аманда Полк · Лорен Шметтерлинг · Меган Мусницки · Тесса Гоббо · Элеанор Логан · Аманда Элмор · Кейтлин Снайдер (рулевая) | Великобритания · Кэтрин Гривз · Мелани Уилсон · Фрэнсис Хотон · Полли Суонн · Джессика Эдди · Оливия Карнеги-Браун · Карен Беннетт · Зои Ли · Зои Де Толедо (рулевая) | Румыния · Роксана Коджану · Йоана Струнгару · Михаэла Петрилэ · Юлиана Попа · Мэдэлина Береш · Лаура Опря · Аделина Богуш · Андреа Богьян · Даниэла Друнча (рулевая) |

## Спортивные объекты
| Родригу-ди-Фрейташ  |
| ------------------- |
|                     |
| Вместимость: 14 000 |

## Квалификация
По итогам квалификационных соревнований для участия в Олимпийских играх 2016 года было распределено 550 квот (331 у мужчин и 219 у женщин). Каждый НОК имел право выставить не более одного экипажа в каждой дисциплине. Наибольшее количество мест было определено по результатам чемпионата мира 2015 года, проходившим в Лак д’Эгебелеттe (Франция). В четырёх видах программы проводились континентальные квалификации, а в остальных десяти — только финальные (в Люцерне, Швейцария). Принимающая страна (Бразилия) имела право выставить по одному спортсмену в соревнованиях одиночек.
По результатам квалификации олимпийские лицензии получили представители 69 национальных олимпийских комитетов. В скобах указано количество спортсменов, принимавших участие в Играх 2016 года.
| - Австралия (29) - Австрия (3) - Азербайджан (2) - Алжир (2) - Ангола (2) - Аргентина (2) - Багамские Острова (1) - Беларусь (10) - Бельгия (1) - Бермуды (1) - Болгария (2) - Бразилия (4) - Вануату (1) - Великобритания (43) - Венгрия (3) - Венесуэла (1) - Вьетнам (2) - Германия (35) | - Гонконг (4) - Греция (10) - Дания (13) - Египет (2) - Зимбабве (2) - Индия (1) - Индонезия (2) - Ирак (1) - Иран (1) - Ирландия (5) - Испания (4) - Италия (27) - Казахстан (2) - Канада (26) - Китай (17) - Куба (7) - Ливия (1) | - Литва (10) - Мексика (2) - Нигерия (1) - Нидерланды (36) - Новая Зеландия (36) - Норвегия (5) - Парагвай (2) - Перу (2) - Польша (26) - Россия (4) - Румыния (17) - Сербия (4) - Сингапур (1) - США (41) - Таиланд (2) - Тайвань (1) - Того (1) | - Тринидад и Тобаго (1) - Тунис (3) - Турция (2) - Узбекистан (1) - Украина (8) - Уругвай (1) - Франция (18) - Хорватия (3) - Чехия (10) - Чили (4) - Швейцария (11) - Швеция (1) - Эквадор (1) - Эстония (4) - ЮАР (12) - Республика Корея (2) - Япония (4) |